# Turniška Studenčnica
Túrniška Studênčnica (tudi Pobréška Studênčnica) je levi pritok Dravinje pod Vidmom, eden redkih ohranjenih nižinskih potokov, ki se napajajo izključno iz podtalnice. Začne se v poplavni ravnici na desnem bregu Drave pod gradom Turnišče iz več manjših izvirov in teče proti jugovzhodu pod ptujsko obvoznico, mimo naselja Pobrežje in naprej po vzhodni strani naselja Videm pri Ptuju. Pod Vidmom se izliva v Dravinjo, oziroma v odvodni kanal vzdolž nasipa na levem bregu reke.
V Velikem atlasu Slovenije je ime potoka zapisano kot Struga, prav tako na Geopedii, vendar je prilastek potreben zaradi razločevanja od Hajdinske Studenčnice. V Krajevnem leksikonu Dravske banovine (1937) ime potoka ni navedeno, o njem pa je zapisano: » Potok, ki priteče iz lokve pri turniški graščini, se izliva konec vasi v potok Studenčnico. Dva mlina.« V Krajevnem leksikonu Slovenije iz leta 1980 se potok imenuje Struga in je opisan takole: »Pod teraso je potok Struga, ki priteče iz lokve pri turniški graščini in se konec vasi (Pobrežje) izliva v potok Studenščico. Napajajo jo nešteti studenci iz dravske ježe. Ob potoku dva opuščena mlina. Pred zadnjo vojno je bil v njem izdaten ribolov, zdaj pa je njegova voda umazana zaradi svinjskih hlevov v Turnišču.«
Potok ima zelo majhen strmec in teče ponekod po povsem ohranjeni strugi, drugod je bolj ali manj izravnana, vendar večinoma v dobrem stanju. Struga potoka je tudi gosto obraščena z obvodnim grmovjem in rastjem, zato je voda izrazito čista in hladna, saj priteka iz podtalnice.
Ker je Drava nekoč tekla bliže gradu Turnišče in tik pod vasjo Pobrežje, je bil potok takrat veliko krajši in se je stekal v rokav Drave že pod Pobrežjem. Na okoli 50 let mlajšem franciscejskem vojaškem zemljevidu (1824) je vrisano, da se je potok že na spodnjem koncu Pobrežja stekal v današnjo Hajdinsko Studenčnico, ki je takrat tekla po opuščenem dravskem rokavu. Njuno sotočje je bilo tu še v 20. stoletju, današnje razmere so nastale šele po obsežnih melioracijah po drugi svetovni vojni.
Pod gradom Turnišče je bil nekoč Turniški ribnik, ki se je napajal z vodo iz izvirov podtalnice, in je zdaj v celoti zamuljen ter opuščen, ob potoku je stal tudi mlin. Pod Pobrežjem je danes na potoku večja ribogojnica Berlek.
Nižinski gozd pod teraso pri gradu Turnišče z izviri in potokom ter celoten potok do izliva v Dravinjo sta opredeljena kot naravna vrednota državnega pomena. Vse to je vključeno tudi v varstveno območje Natura 2000 (Drava).